# 帯広空港
帯広空港（おびひろくうこう、英: Obihiro Airport）は、北海道帯広市の南東部に位置する特定地方管理空港である。国（国土交通省）が設置し、北海道エアポートが管理する。愛称はとかち帯広空港。

## 概要
十勝平野の中心都市である帯広市の中心部から南に約25km、太平洋岸から約30km内陸の畑作地帯（同平野のほぼ中央部）に位置し、西には日高山脈、北には大雪山系が広がる。滑走路は17/35方向に延長2,500m設置されているほか、平行誘導路および幅300mの着陸帯を有する。計器着陸に対応しており、計器着陸装置 (ILS) は滑走路35側にカテゴリーI が設置されている。エプロンには大型ジェット機用2バース、小型ジェット機用2バースがあり、他に小型機用のスポットも有する。なお、ボーディングブリッジは3基を備えている。
特に、春季から夏季にかけては周辺の気候が安定するため、主に道東にある周辺空港の気象条件によっては代替の役割を担うことがある。

## 統計

### 利用者数
元のウィキデータクエリを参照してください.

乗降客数は、2001年をピークに定期便の乗降者数が減少に転じている。2003年に70万人を割り込んだ後は60 - 65万人程度で推移している。一方で、2011年3月27日にエアドゥの東京線が新規就航し日本航空との競争効果で利用者が増えたことや国外チャーター便の復活もあったことから、同年度の乗降客数は前年度比3.2%増となり、減少傾向に歯止めがかかった。
| 路線         | 旅客数   | 国内線順位 |
| ------------ | -------- | ---------- |
| 東京国際空港 | 約63万人 | 上位46位   |

## 歴史
1937年、帯広市から西南5km、現在の帯広駐屯地（十勝飛行場）に開港した。帯広市街地の至近にあり利便性に優れた空港であったが、騒音問題や拡張工事によりジェット機への対応（ジェット化）が困難となっていた。そのため、1981年に現在の所在地へ移転するとともに、ジェット化が成された。

### 沿革

#### 旧空港

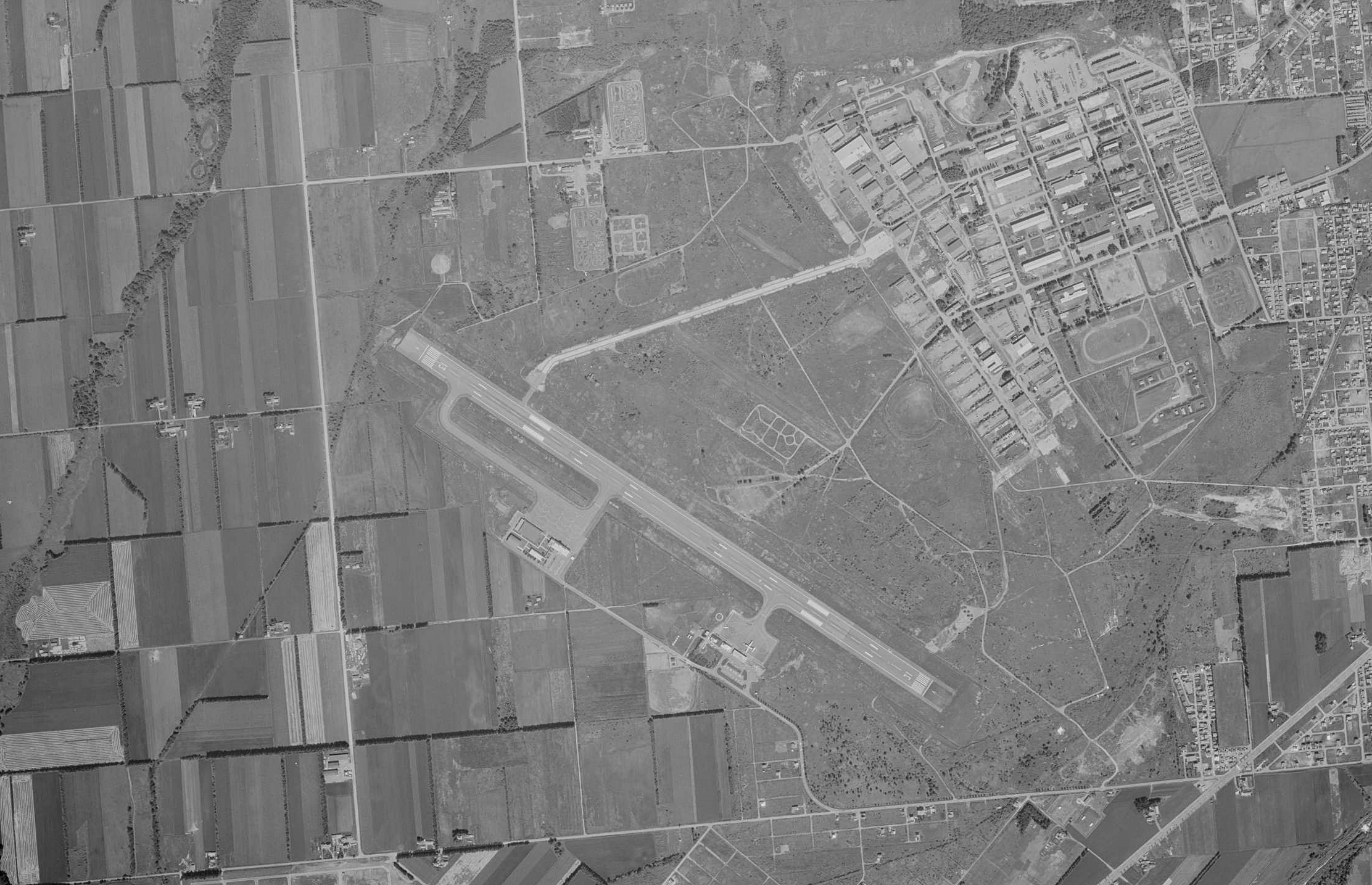
旧帯広空港の白黒空中写真（1974年撮影）

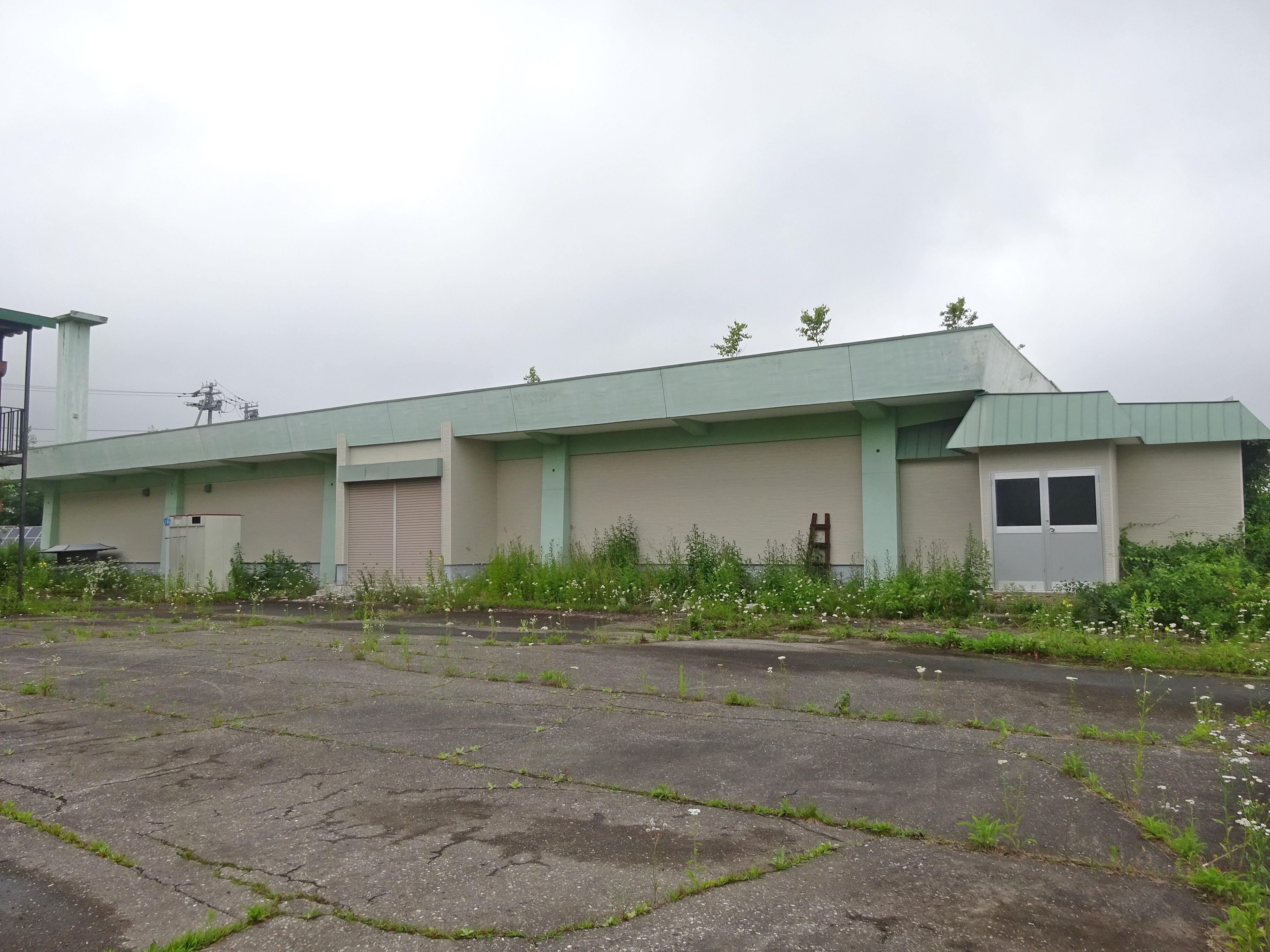
現存する旧空港の旅客ターミナルビル

- 1937年（昭和12年） - 旧日本陸軍緑ヶ丘飛行場として開港
- 1956年 - 陸上自衛隊が使用開始
- 1962年8月8日 - 帯広空港の設置が許可[11]
- 1964年12月1日 - 第3種F級空港として民間にも供用を開始し、帯広市南町南七線番外地で帯広空港として開港[12]。日本国内航空が札幌線、釧路線を開設[13]
- 1965年
  - 5月29日 - 日本国内航空機が胴体着陸事故を起こす
  - 7月 - 日本国内航空が八戸経由東京線を開設[14][13]
- 1966年5月 - 日本国内航空が東京線直行便を開設[14]
- 1971年5月 - 航空大学校帯広分校開校[13]
- 1972年12月10日 - 滑走路を 1,500 m×45 m に延長し、第3種D級空港に昇格[15]
- 1981年
  - 2月28日 - 帯広空港（旧空港）の供用を廃止[16]
  - 3月1日 - 旧空港の跡地施設を十勝飛行場に改称[17][注釈 1]

#### 新空港

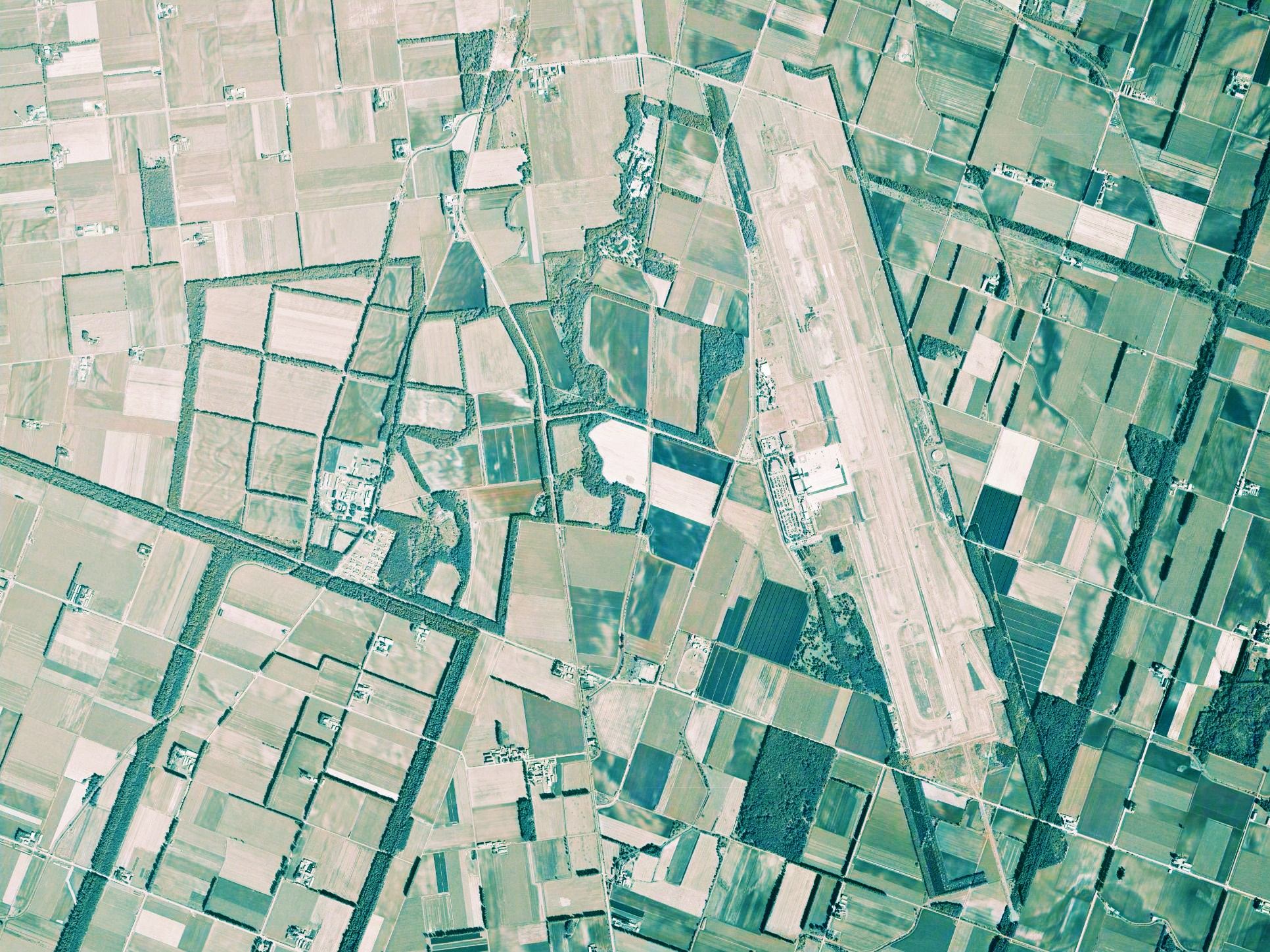
帯広空港の空中写真（2002年）

- 1976年（昭和51年）1月13日 - 新帯広空港の設置が許可される[18]
- 1981年
  - 3月1日 - 第2種B空港として現在地に開港し、新帯広空港として供用開始[19]。滑走路は 2,000m×45m に延長され、ジェット化空港となる
  - 12月15日 - 空港名を帯広空港へ変更[20]
- 1982年12月1日 - 平行誘導路の供用を開始[21]
- 1985年11月21日 - 滑走路を 2,500 m に延長[22]
- 1986年4月1日 - 札幌線廃止[14]
- 1992年（平成4年）
  - 4月17日 - 第2期旅客ターミナルビル増改築工事が竣工、供用開始[13]
  - 7月18日 - 日本エアシステム (JAS)、大阪国際空港線開設[14]、東京線に中型旅客機のエアバスA300型機が就航[14]
- 1994年
  - 3月20日 - 日本航空（JAL）、名古屋空港線開設[14]（2010年10月をもって休止）
  - 9月4日 - 大阪線を関西国際空港発着に変更（2009年9月をもって休止）
- 1995年7月22日 - JAL、福島線を季節運航で開設[14]（2000年9月をもって休止）
- 1996年7月1日 - JAL、仙台線を季節運航で開設[14]（1997年10月をもって休止）
- 1997年
  - 7月 - JAL、東京線開設。同線はダブルトラックとなる[14]
  - 10月31日 - 第3期旅客ターミナルビル増改築工事が竣工し、供用開始[13]
- 2000年12月7日 - 空港気象観測システム（AMOS）の運用を開始
- 2001年6月 - 愛称を「とかち帯広空港」とする
- 2003年 - 利用者の累計が1,000万人を達成
- 2005年
  - 3月 - エアトランセ、函館線開設（2007年9月をもって休止）
  - 4月 - エアトランセ、大阪線開設
  - 10月 - エアトランセ、新千歳空港線開設（2006年11月をもって休止）
- 2011年
  - 3月27日 - AIRDO、東京線開設（全日本空輸 (ANA) との共同運航便）[23][24][注釈 2]
  - 7月24日 - 利用者が1,500万人を突破[25]
  - 10月2日 - 復興航空による台湾桃園国際空港とのチャーター便（12往復23便）運航[注釈 3]
  - 11月23日 - AIRDOによる帯広 - 長崎間のチャーター便運航[注釈 4][26]
  - 11月30日 - 日本航空による帯広 - ハワイ間のチャーター便運航
- 2015年
  - 3月30日 - 国際チャーター便などに対応するターミナルビル拡充事業を公表[27]
  - 7月17日 - 保安検査場を2か所に増設[28]。
- 2016年4月11日 - 国際線対応のターミナルビル増築工事を着工[29]
- 2017年
  - 3月24日 - 国際線対応のターミナルビル増築部を供用開始[30][31]
  - 7月7日 - ターミナルビル公式キャラクター「空（くう）」を制定[32]
- 2020年（令和2年）1月15日 - 北海道空港を中心とする「北海道エアポート」が、帯広を含む道内主要7空港のターミナル民営化運営を開始[33]
- 2021年
  - 3月1日 - 北海道エアポートによる帯広を含む道内5空港全体の民営化運営開始[1]
  - 8月5日 - 2022年2月25日を終了予定として、臨時駐車場拡張工事実施、240台から374台に拡張[34]
  - 10月1日 - 北海道エアポートが帯広空港ターミナルビル株式会社を吸収合併[35]
- 2024年（令和6年）4月18日 - ターミナル空域管制（日高進入管制区）が導入される。[36]

## 施設
空港ターミナルビルは滑走路西側に1棟設置されている。
黒川紀章が設計した同ビルは、十勝平野の田園風景にマッチした色調に飛行機の翼をイメージした外観を成している。また、ビル正面にはビルとイメージを合わせたサイロ型の時計塔が設置されている。同ビルは十勝管内の全市町村と航空会社および企業・金融機関を株主とする第三セクター「帯広空港ターミナルビル株式会社」によって運営されていたが、2021年10月付で北海道エアポートに吸収合併された。
建屋は地上3階・地下1階建てであり、このうち地上1階から3階が旅客エリアとなっている。また、駐車場はキャッシュレス決済対応の有料駐車場が立体1カ所、平面2カ所の計1,060台、無料駐車場が平面1カ所133台分が確保されている。このうち、立体駐車場は、地上2階建てで、1階は一般車両事前予約枠、2階には無人レンタカー・カーシェアリングが運用されている。なお、空港施設や駐車場の管理（緊急業務を含む）は、北海道エアポート帯広空港事業所で行っている。
2006年12月6日、『報道ステーション』（テレビ朝日）でばんえい競馬存続問題が特集された際に制作されたばんえい馬のオブジェが、放送終了後に寄贈された。
2017年3月より、従来のターミナルビルの北側に国際線に対応した増築部分を供用開始した。外観は十勝平野を流れる川をイメージし、国内空港では珍しく国内線と国際線を併用出来る構造となっている。国際線の使用時に増設部分は可動式の壁で仕切り、国内線と国際線の完全分離が可能となった。2018年3月には搭乗橋を1基増設し3基体制となった。
2020年より民営化運営を担う北海道エアポートは十勝・道東方面への送客を担う「地域ゲートウェイ」型空港として、「アグリフードガーデン」をコンセプトにターミナル改装・立体駐車場や歩道ルーフの設置・平面駐車場拡張・ビジネスジェット施設の整備等を順次実施している。
旅客ターミナル館内施設
- 1階 - 航空会社カウンター、到着ロビー、レンタカー会社カウンター、帯広警察署空港警備派出所
- 2階 - 出発ロビー、搭乗待合室、売店、飲食店、レストラン・カフェ
- 3階 - 送迎デッキ（無料）、会議室

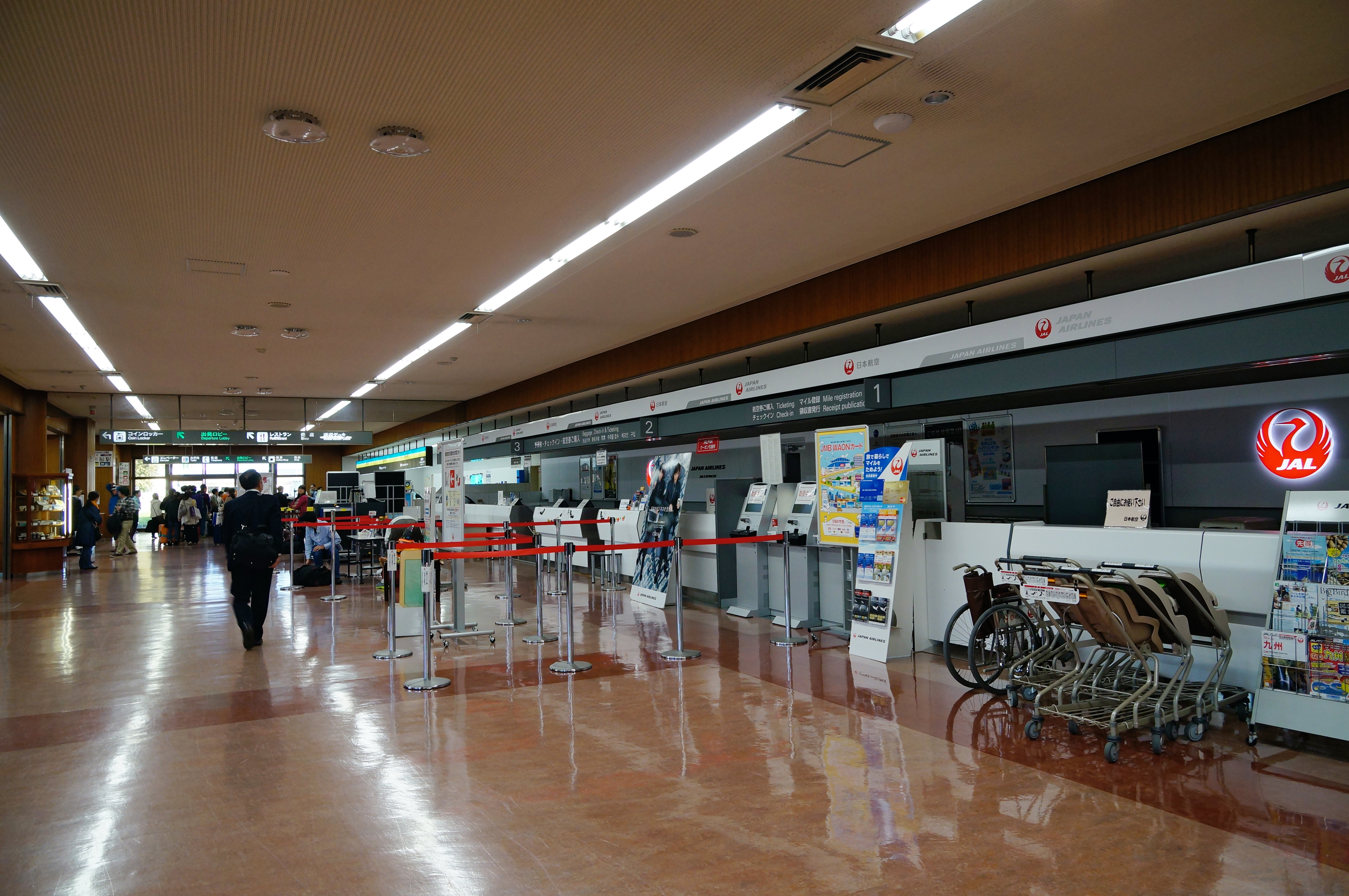
1階 航空会社カウンター
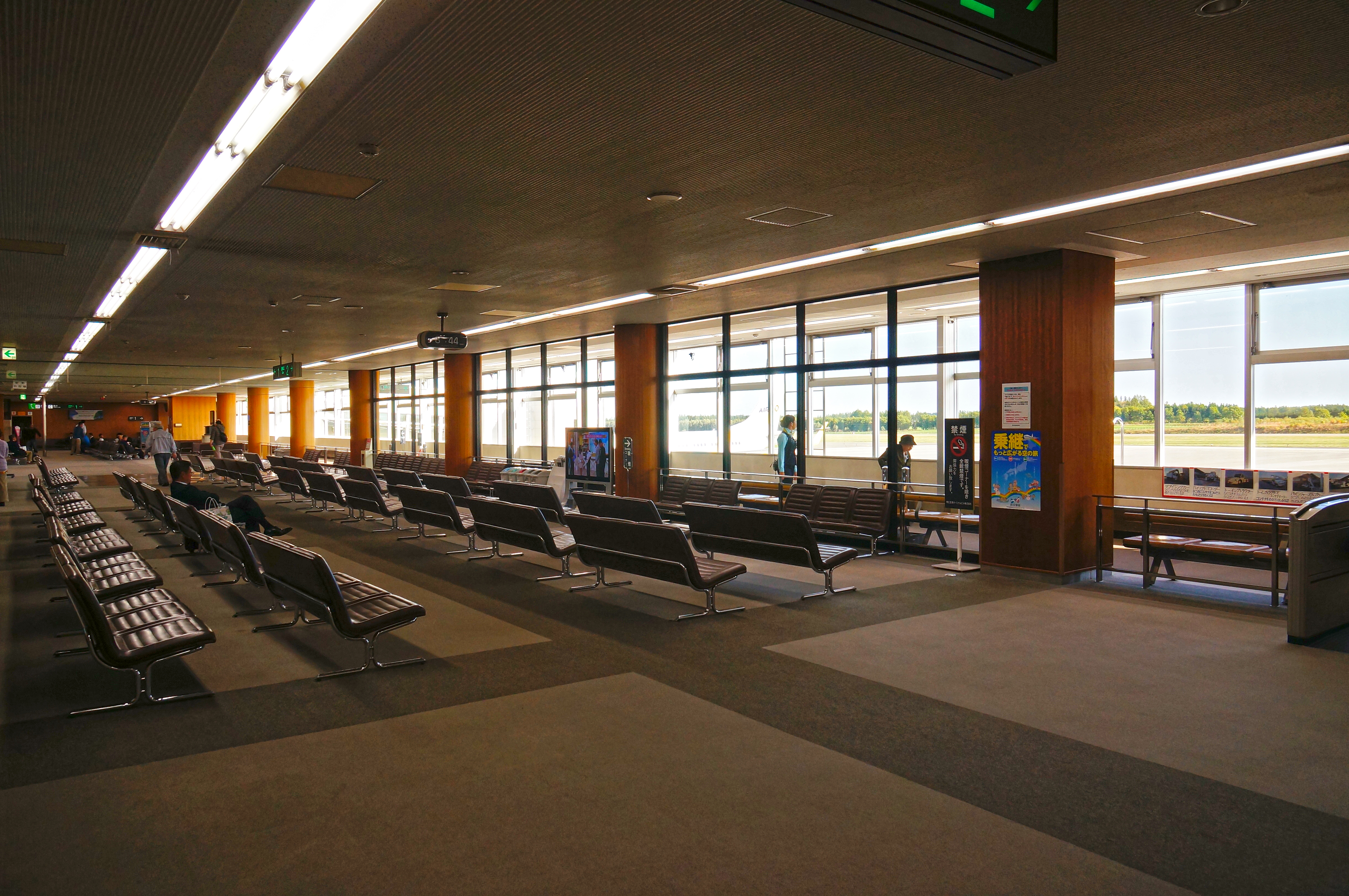
2階 出発口
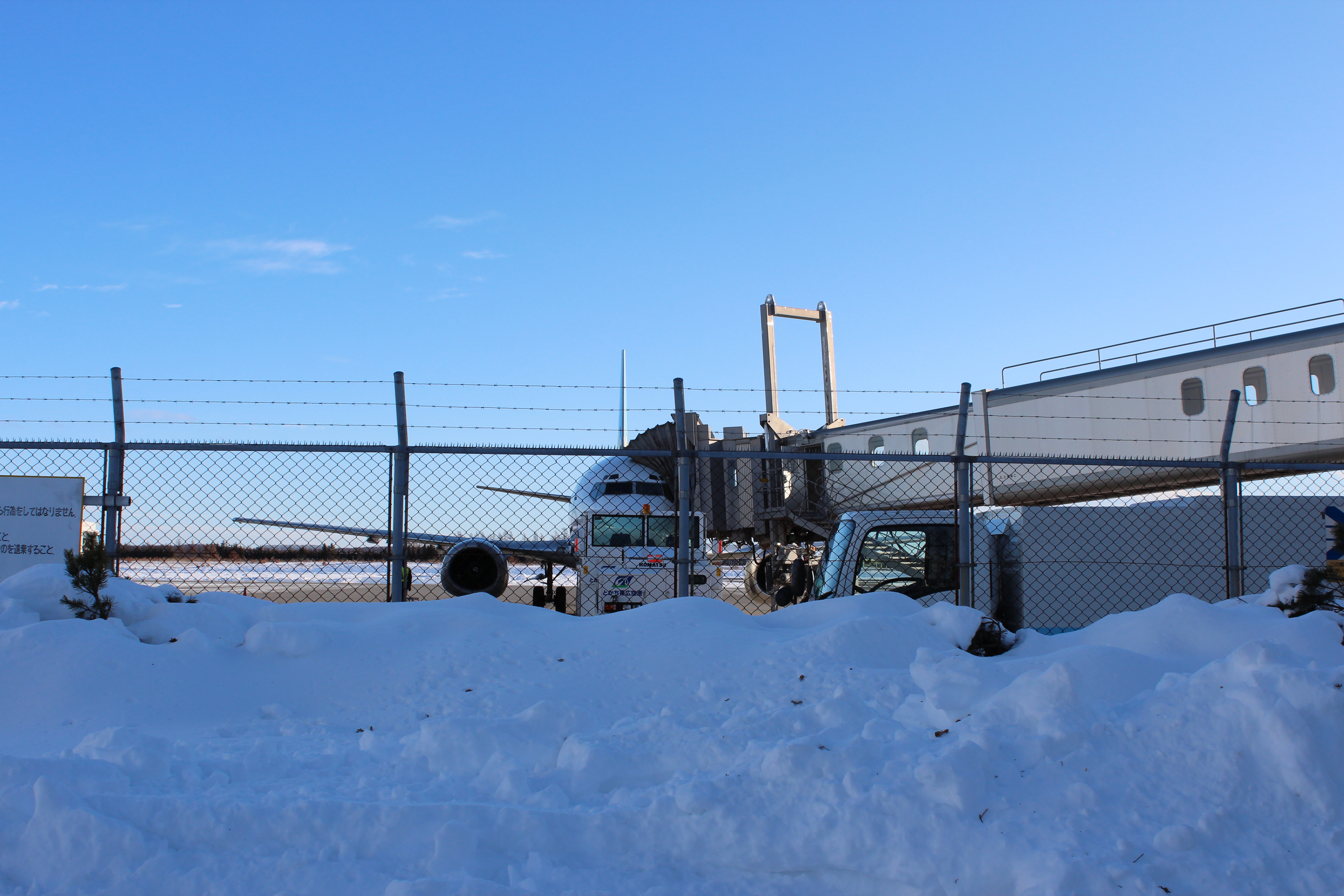
空港駐車場からの眺め

### レンタカー
到着ターミナル1階に送迎受付カウンターがあり、空港駐車場外側に営業所がある。また、立体駐車場2階に無人貸出サービス場所がある。
- オリックスレンタカー
- タイムズカーレンタル
- トヨタレンタリース
- 日産レンタカー
- ニッポンレンタカー
- ホンダレンタリース

## 就航路線

### 国内線
航空会社が2社以上の場合、最前の航空会社の機材・乗務員で運航する共同運航便（コードシェア便）
| 航空会社                        | 就航地                             |
| ------------------------------- | ---------------------------------- |
| 日本航空（JAL）                 | 東京/羽田、名古屋/中部（季節運航） |
| AIRDO（ADO）・全日本空輸（ANA） | 東京/羽田                          |

休廃止された定期就航路線
- 新千歳空港・丘珠空港・函館空港・仙台空港・福島空港・名古屋空港（小牧空港）・関西国際空港

### 国際線
| 航空会社      | 就航地           |
| ------------- | ---------------- |
| エアロK（RF） | 清州（季節運航） |

### 新規就航の動き

#### 東京線の就航状況と新規就航の動き
帯広 - 東京国際空港便は長らく旧日本エアシステム（JAS）の単独運航となっていたが、1997年に羽田空港の発着枠が拡大された際には旧日本航空（JAL）が参入し、ダブルトラックが実現した。なお、この時点では全日本空輸（ANA）も参入の意向を示していたものの、他路線の参入や既存路線の増便を行うことを優先し、帯広線参入を見送っている。
その後、2002年10月にJALとJASの経営が統合されたことに伴い、両社によるダブルトラック体制は一旦解消することになる。
一方、AIRDOも帯広市の出資を条件に同路線への参入の意向を示していたが、事実上の傘下に収めているANAが乗り入れておらず、同社または自社の地上設備や要員が配置されていないことや、準備期間が不足しているとの理由で2004年度・2005年度の2度にわたり就航を見送ったが、2010年10月に予定されていた羽田空港発着枠の拡大にさいして当空港への路線を最優先で開設する意向を示したのち、2011年3月27日から1日3往復が就航し、久々にダブルトラック体制となった。なお、当空港はAIRDOが道内で5番目に就航した空港となった。

#### 国際線就航・国際チャーター便
国際線の定期路線は就航していないが、従来からチャーター便としての運航は断続的に行われてきた。最も多かった2005年度には332便が運航されたが2010年度には13便にとどまるなど近年は減少傾向にあるが、帯広市や観光業関係者による誘致がなされている。なお、東日本大震災など災害の影響により上半期の就航実績が無かった2011年度については、10月以降に台湾のトランスアジア航空から41便およびチャイナエアラインから14便が運航または運航予定であるなど約60便の運航が見込まれている。
国内キャリアにおいては、AIRDOが2013年11月頃に運航する近隣の国外（ソウル・台北などを想定）への国際チャーター便において、出発地の候補として当空港や新千歳を検討していることが報道されている。
定期路線については2011年現在、トランスアジア航空が北海道内の他の4空港への路線とともに2012年春の就航を表明しており、当初帯広には週1往復の就航を予定していたが、釧路空港への就航になった。
2025年1月16日、台湾の格安航空会社タイガーエア台湾が同年後半から台北線に就航することを検討していると明らかにした。
同年3月11日、韓国の格安航空会社エアロKが5月21日から10月24日まで清州便を就航することが決定。初の国際定期便となる。

## 主な関連機関
空港に付帯して、複数の関連機関が設置されている。

### 航空大学校
敷地内に独立行政法人航空大学校帯広分校が設置されており、民間航空の操縦士養成を目的とした教育を行っている。

### 北海道警察
北海道警察は、航空隊の本隊がある丘珠空港から日高・大雪山系により隔てられた道東地域におけるより迅速な対応を行うことを目指し、2008年4月に「航空隊帯広分遣隊」の運用を開始した。地上施設はターミナルビル運営会社が建設した施設を道警が借用し、ヘリコプター1機「だいせつ1号」（2008年4月時点）と隊員を常駐させている。
なお、同隊の管轄地域は航空隊の本隊とともに道警管轄地域の全域となっている。

### 航空測候所
新千歳航空測候所帯広空港出張所が設置され、業務は6名の所員が受け持っている。業務実施時間は、午前7時30分から午後9時である。2000年12月より、空港気象観測システム (AMOS) の運用を行っている。
旧・帯広空港の開業（1964年）と同時に「帯広測候所 帯広空港分室」として業務を開始。1967年に帯広空港出張所と改称したのち、新帯広空港の開港（1976年）とともに移転した。さらに、2006年に実施された気象庁の組織変更にともない現在の名称に変更されている。

### 航空管制

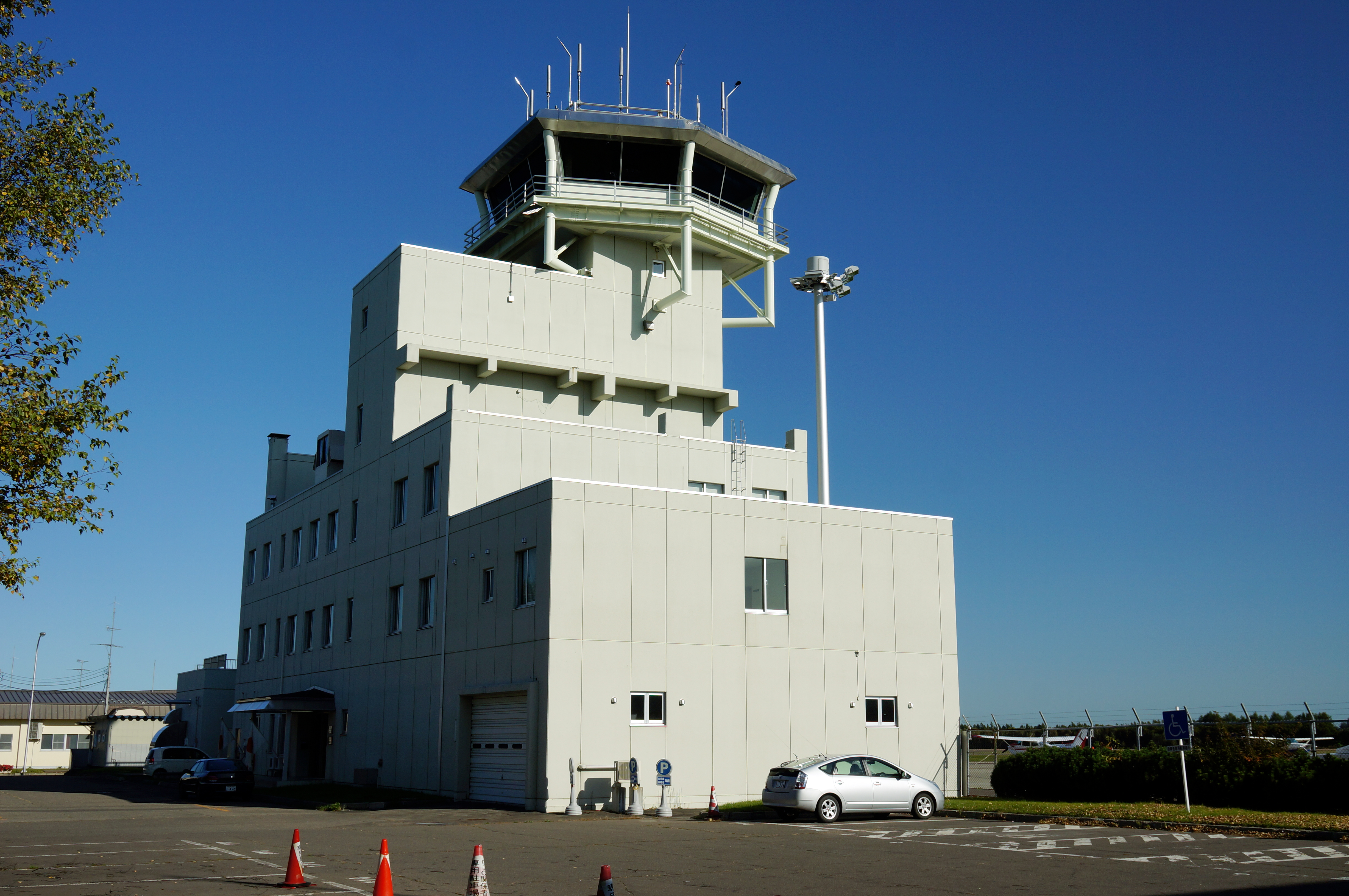
管制塔

国土交通省東京航空局帯広空港出張所が飛行場管制を行っている。2024年（令和6年）4月16日より、新千歳空港事務所が実施するターミナル空域管制（日高進入管制区）が導入されている。

## 空港へのアクセス

### 路線バス
帯広駅からの所要時間は、約40分である。
- 十勝バス
  - 十勝バス本社発着便（幸福駅・帯広駅バスターミナル経由）
- 北海道拓殖バス・十勝バス
  - 道の駅おとふけ発着帯広市内ホテル経由便（北海道ホテル・ホテル日航ノースランド帯広など）[53]

### 自動車
・帯広市内から国道236号線を南進、帯広市大正町から北海道道109号新帯広空港線を経由し、約35 - 45分。
・帯広広尾自動車道幸福ICから北海道道1157号幸福インター線を東進、北海道道109号新帯広空港線を経由し、約5分。

## 周辺
- 旧国鉄広尾線幸福駅 - 自動車で約5分
- 十勝ヌップクガーデン - 自動車で約10分
- 六花の森 - 自動車で約10分
- 中札内美術村 - 自動車で約10分
- 花畑牧場 - 自動車で約15分
- 紫竹ガーデン - 自動車で約20分
- 十勝ヒルズ - 自動車で約20分
- 真鍋庭園 - 自動車で約25分